# Jindřich I. Bradatý
Jindřich I. Bradatý (1165/1170? – 19. březen 1238) byl vratislavský a opolský kníže a polský senior z rodu slezských Piastovců. Za své vlády rozšířil svá území o Lubušsko a část Velkopolska a díky opatrovnictví nad nezletilými knížaty hornoslezskými a krakovskými spravoval velkou část Polska a dal tak vzniknout „monarchii slezských Jindřichů“. Podporoval zakládání měst a německou kolonizaci Slezska, čímž se mu podařilo z této země vytvořit nejvíce hospodářsky rozvinutou oblast Polska. Se svou ženou Hedvikou zakládal také kláštery, které významným způsobem pozvedly kulturní úroveň Slezska.

## Život

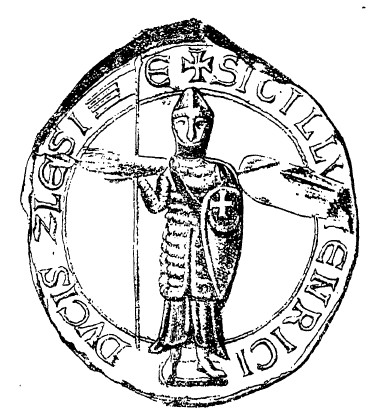
Nákres Jindřichovy pečeti. V opisu SIGILLUM HENRICI DUCIS SLEZIE

Po smrti svého otce Boleslava I. Vysokého roku 1201 se stal vratislavským a opolským knížetem. Po necelém roce podstoupil Opolsko svému strýci Měškovi I. Křivonohému, ratibořskému knížeti. I přes ztrátu Opolska dokázal vést aktivní politiku – roku 1210 obsadil Němci držený hrad Lubuš s okolím; toto území mu přináleželo až do roku 1217, kdy bylo připojeno k Velkopolsku. Jeho ambice však směřovaly k polskému knížecímu stolci, o čemž svědčí jeho užívání titulatury dux Slezie et Cracovie doložené k roku 1217. Obsadit Krakov se mu sice roku 1225 podařilo za pomoci malopolské šlechty, avšak udržel ho jen pár dní. Kolem roku 1226 také znovu získal Lubušsko. o něž svedl v letech 1229 až 1230 úspěšnou válku s magdeburským arcibiskupem.
Po smrti Měškova syna Kazimíra I. Opolského roku 1230 převzal jako poručník Kazimírových synů vládu nad Opolsko-ratibořským knížectvím, čímž na čas opět sjednotil Slezsko. V roce 1232 se stal poručníkem krakovského knížete Boleslava V. Stydlivého a tím i polským seniorem. Vzestup Vratislavska završil v letech 1234 až 1235, kdy ve válce s Vladislavem Odoničem ovládl část Velkopolska.
Přízvisko Bradatý (Barbatus) získal podle svého mohutného vousu, který nosil na základě slibu manželské čistoty manželce Hedvice, pozdější svaté a patronce Slezska. Během své vlády založil cisterciácký klášter v Jindřichové (1227), kde byla později sepsána latinská kronika Kniha Jindřichovská, a spolu s manželkou ženský klášter v Třebnici (1202). V roce 1211 se dostal do sporu s vratislavským biskupem Vavřincem Dolivetou o vybírání desátku od německých kolonistů bez souhlasu knížete. Jindřich v protiakci odmítl imunitní privilegium církve z roku 1210. Spor byl nakonec zažehnán, k dalšímu ale došlo v letech 1225 a 1226, kdy biskup požadoval vyjmutí z knížecí pravomoci pro poddané biskupských statků. Spor pokračoval i s Vavřincovým nástupcem Tomášem I.
Vratislavsko se za jeho vlády dočkalo nebývalého rozkvětu, a to především zásluhou podporování německé emfyteutické kolonizace, lokace nových měst a těžbě zlata a stříbra. Po jeho smrti v roce 1238 a krátké vládě jeho syna Jindřicha II. Pobožného byl tento vývoj přerušen drastickým vpádem Mongolů do Slezska.

## Manželství a potomci
Jindřichovou manželkou byla Hedvika Slezská (1174–1243), se kterou měl sedm dětí:
1. Anežka (asi 1190 – před 11. květnem 1214)
2. Boleslav (asi 1191 – 10. září 1206/08).
3. Jindřich II. Pobožný (asi 1196 – 9. duben 1241)
4. Konrád Kadeřavý (asi 1198 – 4. září 1213)
5. Žofie (asi 1200 – před 22./23. březnem 1214)
6. Gertruda (asi 1200 – 1268), abatyše
7. syn [Vladislav?] (před 25. prosincem 1208 – 1214/17)